# Вітензон Жанна Зискіндівна
Жанна Зискіндівна Вітензон (нар. 26 квітня 1929, Вітебськ) — радянський сценарист анімаційних фільмів. Одна з найплодовитіших авторів анімаційного кіна 60—80-х років XX століття.

## Батьки
Батько — Зискінд (Олександр Айзикович) Вітензон, кінодраматург, писав сценарії до повнометражних художніх фільмів («Заноза», «Полесская легенда», «Главный свидетель», «Сибиряки»). 
Мати — Гіта Сапгір, математик, родом з дуже багатої сім'ї вітебських фабрикантів.

## Біографія
1947—1952 — навчалась на філологічному факультеті МДУ. 
1952—1954 — працювала у Брянському інституті удосконалення учителів. 
Автор сценаріїв анімаційних фільмів, що були створені на кіностудіях «Союзмультфільм», «Київнаукфільм», «Білорусьфільм», «Узбекфільм», «Мульттелефільм» (ТО «Екран»).
Співпрацювала з режисерами Р.А.Качановим, О.П.Ходатаєвою та Л.В.Аристовим, С.Л.Аристакесовою, В.Я.Бордзиловським, М.Г.Новогрудською та іншими. Автор дитячих книжок. Лауреат літературної премії «Срібна мавпа» (1975, Японія) за казку «В яранге горит огонь».

## Фільмографія
| - «В яранге горит огонь» (Союзмультфільм, 1956) - «Храбрый оленёнок» (Союзмультфільм, 1957) - «Золотые колосья» (Союзмультфільм, 1958) - «Светлячок № 5» (Союзмультфільм, 1964) - «Странички календаря» (Союзмультфільм, 1965) - «Варежка» (Союзмультфільм, 1967) - «Орлёнок» (Союзмультфільм, 1968) - «Украденный месяц» (Союзмультфільм, 1969) - «Девочка и слон» (Союзмультфільм, 1969) - «Катерок» (Союзмультфільм, 1970) - «Письмо» (Союзмультфільм, 1970) - «Хлопчик і хмаринка» (Київнаукфільм, 1970) - «Три банана» (Союзмультфільм, 1971) - «Василёк» (Союзмультфільм, 1973) - «Грай, моя сопілочко» (Київнаукфільм, 1974) - «Оленятко — білі ріжки» (Київнаукфільм, 1974) - «Алёнкин цыплёнок» (Білорусьфільм, 1974) - «Белый верблюжонок» (Узбекфільм, 1974) - «Легенда о старом маяке» (Союзмультфільм, 1976) - «Просто так» (Союзмультфільм, 1976) - «Тато, мама і золота рибка» (Київнаукфільм, 1976) - «Наш добрый мастер» (Союзмультфільм, 1977) - «Паперовий змій» (Київнаукфільм, 1978) | - «Свара» (Київнаукфільм, 1978) - «Самолётик» (Екран, 1978) - «Честное слово» (Екран, 1978) - «Квакша» (Екран, 1979) - «Шарик-фонарик» (Союзмультфільм, 1980) - «Почему слоны?» (Екран, 1980) - «Свинопас» (Екран, 1980) - «Дощику, дощику, припусти!» (Київнаукфільм, 1982) - «За нечаянно бьют отчаянно» (Молдова-фільм, 1982) - «День, коли щастить» (Київнаукфільм, 1983) - «Птицелов» (Союзмультфільм, 1984) - «Старий і півень» (Київнаукфільм, 1984) - «Велосипедик убежал» (Узбекфільм, 1984) - «Сампо з Лапландії» (Київнаукфільм, 1985) - «Я жду тебя, кит!» (Союзмультфільм, 1986) - «Велика подорож» (Київнаукфільм, 1987) - «Де ти, мій коню?..» (Київнаукфільм, 1988) - «Старовинна балада» (Київнаукфільм, 1989) - «Счастливчик» (Екран, 1989) - «Крылатый, мохнатый, масляный» (Союзмультфільм, 1990) - «Коллаж» (Союзмультфільм, 1990) - «Мотузочка» (Київнаукфільм, 1990) - «Найсправжнісінька пригода» (Укранімафільм, 1990) |

## Призи та інші нагороди, що отримали мультфільми Ж. Вітензон
- «В яранге горит огонь»
  - Премія за найкращий дитячий фільм на VIII МФ для дітей та юнацтва у Венеції, 1957.
  - Золота медаль на Міжнародному фестивалі молоді та студентів в Москві, 1957.
- «Храбрый оленёнок» — почесний диплом на XII Единбурзькому МКФ, 1958.
- «Варежка»
  - Перша премія за найкращий дитячий фільм на VII МФ анімаційних фільмів в Анесі (Франція), 1967.
  - Срібна медаль у конкурсі дитячих фільмів на МКФ в Москві, 1967.
  - Ґран-Прі «Золота пластина» та приз Хіхона «За високу якість анімації» на X МФ фільмів для дітей та юнацтва у Хіхоні (Іспанія), 1968
  - Перша премія в розділі мультфільмів на III ВКФ в Ленінграді, 1968